# Lužská zátoka
Lužská zátoka (rusky Лужская губа, estonsky Lauga laht, votsky Laukaa meri nebo Oma meri, finsky Laukaanlahti) je zátoka v Leningradské oblasti v Rusku. Je součástí Finského zálivu Baltského moře. Na západě je od Narvského zálivu oddělena Kurgalským poloostrovem a na východě od Koporského zálivu Sojkinským poloostrovem. Do pevniny se zařezává do hloubky 20 km.
Do zátoky ústí řeky Luga, Chabolovka, Lužica, Vybja. Na břehu leží velký námořní přístav Usť-Luga.